# キワメ
キワメとは、2001年9月にテクノコーシン（現ラスター）が開発・販売したパチスロ機である。A-CType。4.1号機。
AT機全盛期で技術介入を駆使し一万枚がようやく突破できる時代に、突如「簡単に二万枚」というキャッチコピーを引っさげホールデビューした。30π機としてキワメ30がある。

## スペック

### 集中
「集中集中」という野太い声のBGMを伴い、15枚役やシングルボーナスなどをナビゲートしてくれるAT機能搭載。内部的にもシングルボーナスの確率がアップしており、ビッグボーナス成立かパンク抽選に当選で終了する。本機はストック機能（救済ストック/フラグ成立中はいつでも揃えることができる）があり、1個でもストックがあると集中の抽選を行わないほか、レギュラーボーナス当選時は消化後に集中が再開する仕様ではあるが、ストックしたままプレイを続けた場合、パンク抽選やビッグボーナスに当選してしまうことがある。なお、15枚役は最初はナビされず、リプレイを1回取りこぼすと以後ボーナス成立か集中終了までナビされる。集中終了後は最低2回（2セット40G）のATが付加される。集中時のメダル増加スピードは業界最速で、フルウエイトプレイで1時間継続すれば軽く1万枚を超える獲得が見込める。

### キワメチャンス
集中・ビッグボーナス後に発生する1セット20ゲームのATナビ。集中と違い、シングルボーナスは通常確率のため、増加スピードは若干劣る。